# Ochozjasz (król Judy)
Ochozjasz, Achazjasz (hebr. אחזיה, Jahwe uchwycił) − postać biblijna ze Starego Testamentu, król Judy (841 r. przed Chr.), syn Jorama i Atalii. Wraz ze swym wujem, królem Joramem z Izraela, z którym zawarł przymierze, zostali zamordowani przez Jehu.
Rodowód
| 4. Jozafat |  |           |  |  |              |
|            |  | 2. Joram  |  |  |              |
| 5. NN      |  |           |  |  |              |
|            |  |           |  |  | 1. Ochozjasz |
| 6. Achab   |  |           |  |  |              |
|            |  | 3. Atalia |  |  |              |
| 7. Izebel  |  |           |  |  |              |
|            |  |           |  |  |              |

Ochozjasz był najmłodszym synem króla Jorama i jego żony Atalii, córki izraelskiego króla Achaba. Po tym, jak jego bracia zostali uprowadzeni w czasie arabskiego najazdu, został następcą tronu. Po śmierci ojca w 841 p.n.e. został królem Judy. W chwili objęcia rządów miał 22 lata.
Podobnie jak rodzina ze strony matki popierał kult kananejskiego boga Baala. Poparł swojego wuja Jorama w jego konflikcie z syryjskim królem Chazaelem. Gdy Joram został ranny i wycofał się do Jizreel, Ochozjasz udał się tam odwiedzić wuja.
W czasie pobytu Ochozjasza w Jizreel, doszło do przewrotu w królestwie Izraela. Jehu zastrzelił z łuku króla Jorama. Ochozjasz próbował ratować się ucieczką na rydwanie. Zraniony u wejścia do Gur (lub na wzniesieniu Gur) koło Jibleam kontynuował ucieczkę do Megiddo, gdzie zmarł.
Został pochowany w Jerozolimie.
Z Sibeją z Beer-Szeby miał syna Joasza.